# Jens Spahn
Jens Georg Spahn (Ahaus, 16 maggio 1980) è un politico tedesco, dal 2018 fino a dicembre 2021 ministro federale della sanità nel quarto governo Merkel.
È membro del Bundestag e dell'Unione Cristiano-Democratica di Germania (CDU).

## Biografia
Spahn, quando venne eletto nel 2002, all'età di 22 anni fu il più giovane membro del parlamento tedesco. È membro del Comitato per la salute del 17º Bundestag e presidente del gruppo di lavoro sulla salute e la politica sanitaria, nonché portavoce del gruppo parlamentare sanitario CDU/CSU.
Di orientamento omosessuale, nel 2017 si è unito civilmente col giornalista tedesco Daniel Funke.
Nel dicembre 2018 ha annunciato la sua candidatura alle elezioni come leader del partito CDU, venendo poi eliminato nel primo turno di votazioni.